# SNCB 20 sorozat
Az SNCB 20 sorozat egy belga 3000 V egyenáramú, Co'Co' tengelyelrendezésű villamosmozdony-sorozat. Az SNCB üzemelteti. Összesen 25 db készült belőle 1975 és 1977 között az BN/ACEC gyárában .